# Herman Nyberg
Herman Andreas Nyberg (ur. 22 lutego 1880 w Göteborgu, zm. 6 lipca 1968 tamże) – szwedzki żeglarz, olimpijczyk, zdobywca złotego medalu w regatach na Letnich Igrzyskach Olimpijskich w 1912 w Sztokholmie.
Na Letnich Igrzyskach Olimpijskich 1912 zdobył złoto w żeglarskiej klasie 10 metrów. Załogę jachtu Kitty tworzyli również Carl Hellström, Harald Wallin, Erik Wallerius, Harry Rosenswärd, Humbert Lundén, Paul Isberg i Filip Ericsson.